# Orthocis auriculariae
Orthocis auriculariae es una especie de coleóptero de la familia Ciidae.

## Distribución geográfica
Habita en China.